# 1550
Évszázadok: 15. század – 16. század – 17. század
Évtizedek: 1500-as évek – 1510-es évek – 1520-as évek – 1530-as évek – 1540-es évek – 1550-es évek – 1560-as évek – 1570-es évek – 1580-as évek – 1590-es évek – 1600-as évek
Évek: 1545 – 1546 – 1547 – 1548 –  1549 – 1550 – 1551 – 1552 – 1553 – 1554 – 1555

## Események

### Határozott dátumú események
- február 7. – Giovanni Maria Ciocchi del Monte bíborost választják pápává, aki a III. Gyula nevet veszi fel.[1]
- február 10. – Angoulême-i Margit navarrai királyné temetése a Lescari Székesegyházban, Pau mellett.
- november 13. – Kemény János vezette székelyek a szászsebesi csatában legyőzik a moldvai vajda seregét.
- november 14. – III. Gyula pápa Cum ad tollenda kezdetű bullájával 1551. május 1-jére újból összehívja a felfüggesztett trienti zsinatot.[2]
- november 16. – Kendeffy János a hátszegi csatában megveri a török-havasalföldi sereget, ami a moldvaiakkal akar egyesülni.

### Határozatlan dátumú események
- az év folyamán – Heltai Gáspár és Hoffgreff György megalapítja az első nyomdát Kolozsváron.[3]

## Születések
- május 25. – Lellisi Szent Kamill itáliai pap, katolikus szent, a betegápoló kamilliánusok rendjének megalapítója († 1614)
- június 27. – IX. Károly francia király († 1574)
- szeptember 17. – V. Pál pápa († 1621)
- október 4. – IX. Károly svéd király († 1611)
- december 31. – I. Henri de Guise guise-i herceg, hadvezér, a Szent Liga vezetője († 1588)
- John Napier skót matematikus († 1617)

## Halálozások
- január 24. – Gyulai Farkas zágrábi püspök
- április 12. – Claude de Guise, a Guise-ház alapítója, Guise első hercege, kiváló francia hadvezér (* 1496)
- meg nem határozott időpontban, Konstantinápolyban – Török Bálint magyar főúr, hadvezér